# Xestochilus nebulosus
Xestochilus nebulosus – słabo poznany gatunek morskiej ryby węgorzokształtnej z rodziny żmijakowatych (Ophichthidae). Reprezentuje monotypowy rodzaj Xestochilus. Został opisany naukowo przez J. L. B. Smitha w 1962 pod nazwą Callechelys nebulosus. McCosker przeniósł go do rodzaju Xestochilus w 1998. Występuje w tropikalnych wodach Indo-Pacyfiku, na głębokościach 2–42 m. Dorosłe osobniki tego gatunku osiągają maksymalnie do około 47 cm długości standardowej (SL). W Czerwonej księdze gatunków zagrożonych Międzynarodowej Unii Ochrony Przyrody (IUCN) figuruje w kategorii najmniejszej troski (LC). Nie stwierdzono dla niego istotnych zagrożeń.